# Chérisy
Chérisy je francouzská obec v departementu Pas-de-Calais v regionu Hauts-de-France. Žije zde 291 obyvatel.

## Poloha obce
Obec leží na východě departementu Pas-de-Calais.

### Sousední obce
| Růžice kompasu | Guémappe |                         | Vis-en-Artois             | Růžice kompasu |
| Růžice kompasu | Héninel  | Sever                   |                           | Růžice kompasu |
| Růžice kompasu | Héninel  | Chérisy                 |                           | Růžice kompasu |
| Růžice kompasu | Héninel  | Jih                     |                           | Růžice kompasu |
| Růžice kompasu |          | Fontaine-lès-Croisilles | Hendecourt-lès-Cagnicourt | Růžice kompasu |

## Vývoj počtu obyvatel
Počet obyvatel